# Партия Справедливости (Азербайджан)
Партия Справедливости — прогрессивная политическая партия Азербайджанской Республики. С левоцентристской идеологией. Основана Ильясом Исмаиловым в 1993 году.

## История
Партия Справедливости была создана в 1993 году и присоединилась к Демократической партии Азербайджана (ДПА) в 1996 году. В 2000 году члены «Адалат» вышли из ДПА и возобновили деятельность партии. Партию Справедливости с 2001 года возглавлял Ильяс Исмаилов. Исмаилов был членом Милли Меджлиса и кандидатом в президенты на президентских выборах в 1992, 2003 и 2013 годах.

## Штаб партии
Партия Справедливости, ранее действовавшая в офисе по адресу Джейхун Гаджибейли 2, теперь находится в здании на улице Азима Азимзаде недалеко от станции метро «Нефтчиляр» в Низаминском районе. Здание было сдано партии в аренду государством. Наряду с Партией Справедливости в здании размещаются Великий истеблишмент и Либерально-демократическая партия Азербайджана.